# 京畿放送
京畿放送（きょんぎほうそう）は、大韓民国の京畿道水原市に本社を置いていたFMラジオ放送局。ソウル特別市を含む京畿道ほぼ全域を放送エリアとしていた。愛称はKFM。周波数99.9MHz。出力5KW。
1997年12月2日に開局。韓国の3大ネットワークといわれる韓国放送公社 (KBS)、文化放送 (MBC) 、SBSのいずれの系列にも属さず、仁川広域市をサービスエリアとした京仁放送（2005年1月、テレビ放送を廃止）とともに地域密着型の独立系放送局であった。「ニュースと情報、音楽があるラジオ」をキャッチフレーズに、きめ細やかなニュースと交通情報を売りにしていたが、2020年3月30日に放送を停止。廃局となった。

## 周波数・空中線電力
| 送信所 | 周波数     | 空中線電力 | 識別信号/呼出符号 | 送信所の場所                              | 備考 |
| ------ | ---------- | ---------- | ----------------- | ----------------------------------------- | ---- |
| 光教山 | FM 99.9㎒  | 5㎾        | HLDS-FM           | 京畿 龍仁市 水枝区 古基洞 山 52           |      |
| 月籠山 | FM 95.5㎒  | 90W        | HLDS-FM           | 京畿 坡州市 月籠面 德隱里 山 126-2        |      |
| 議政府 | FM 100.7㎒ | 90W        | HLDS-FM           | 京畿 議政府市 議政府洞 326-2 (議政府市廳) |      |

## 突然の廃業決定から放送停止まで
- 2020年2月20日、京畿放送の緊急理事会において放送許可免許を返却・廃業することを決定した。理事会によって示された廃業の理由は労使間の係争・売上高減少・放送通信委員会による経営干渉であった。あまりにも突然の廃業決定・発表であったため、2月25日には放送通信委員会が「非常に多くの愛聴者が存在すること」を理由として京畿放送側に放送許可免許を維持・更新を行うよう要請したものの、京畿放送側の廃業に向けた決意は堅く、再び京畿放送側は緊急理事会を開き全会一致で廃業について、最終決定を下した。
- 2020年3月6日、京畿放送は先の理事会廃業決議に基づき、全従業員に対して希望退職を勧告した。従業員たちは京畿放送に対し「2020年3月16日に行われる株主総会の廃業決議により放送局の廃業は決定するだろうが、その結果に関わらず全ての従業員の雇用は維持・継続・保障されて放送は続けなければならない」という声明を出した。
- 2020年3月16日に行われた株主総会にて、廃局と地上波放送許可免許の返納、賃貸業を除く全ての分野での廃業が確定した。その後、京畿放送の従業員たちは無給労働により3月29日まで通常の番組編成にて放送に携わったが、株主総会決議確定した14日後の2020年3月30日午前0時、放送が終了した。その際、愛国歌の演奏は行われなかった。京畿放送は言論統廃合後、放送通信委員会より免許の更新を拒否され廃業となった京仁放送の地上波テレビに続いて、二番目に地上波放送を中止する放送局となった。また地上波ラジオ局としては初めての放送終了局となり、併せて韓国放送史上、初めて自主廃業した放送局となった。
- 廃局の背景として、当時京畿放送の本部長が文在寅政権を批判する発言が報道され、政府からの圧力により突然の廃局に追い込まれたとの主張が、一部から出ている[1]。

## 京畿放送廃業・電波停止後
京畿放送の廃業・電波停止後、YouTube上にて平日と週末の放送担当DJとプロデューサーによる「999チャンネル」が開設され、毎週木曜日午後6時にYouTubeライブチャットを活用した双方向番組「応答せよ999」が始まった。
その後、放送通信委員会は2022年5月17日に全会議を開き、OBS京仁テレビを新規事業者に選定し、2023年3月30日OBSラジオが開局し今日に至る。